# Trigonostilop
Els trigonostilops (Trigonostylops) són un gènere extint de mamífers astrapoteris de la família dels trigonostilòpids que visqué a Sud-amèrica i l'Antàrtida durant l'Eocè. Pertanyen al superorde extint dels meridiungulats, o grup dels ungulats mamífers placentaris que es desenvolupà a Sud-amèrica. S'ha trobat un crani complet de l'espècie tipus T. wortmani, i s'ha classificat dins de l'ordre dels astrapoteris, basant-se en els seus grans ullals inferiors. En comparació amb el posterior Astrapotherium magnum, es creu que devia fer al voltant d'1,50 m.